# Via Cappello
Via Cappello è un'importante strada pedonale che si trova a Verona; situata nel cuore del centro storico, corrisponde ad un tratto dell'antico cardo massimo della Verona romana, proseguendo via Leoni e terminando in piazza Erbe.

## Storia
In età romana, la strada corrispondeva a quel tratto di cardine massimo che immetteva nel foro di Verona, l'attuale piazza Erbe. Dopo l'edificazione della chiesa di San Sebastiano, cominciò ad essere popolarmente chiamata "strada San Sebastian", anche se negli statuti cittadini del 1450 venne ufficialmente definita "via Regia verso ponte delle Navi", compresa la sua continuazione in via Leoni. Detta anche "via degli Ebrei" nel XVII secolo, per la presenza di una sinagoga, nella revisione toponomastica del 1822 veniva però ancora chiamata "via San Sebastiano", assumendo l'attuale toponimo di "via Cappello" solamente nel 1871. Quest'ultima denominazione deriva dall'insegna di un'osteria che a inizio Novecento era ancora in servizio, collocata nell'attuale casa di Giulietta, dove il simbolo del cappello si può ancora vedere raffigurato nella chiave di volta dell'arco del cortile.

## Descrizione

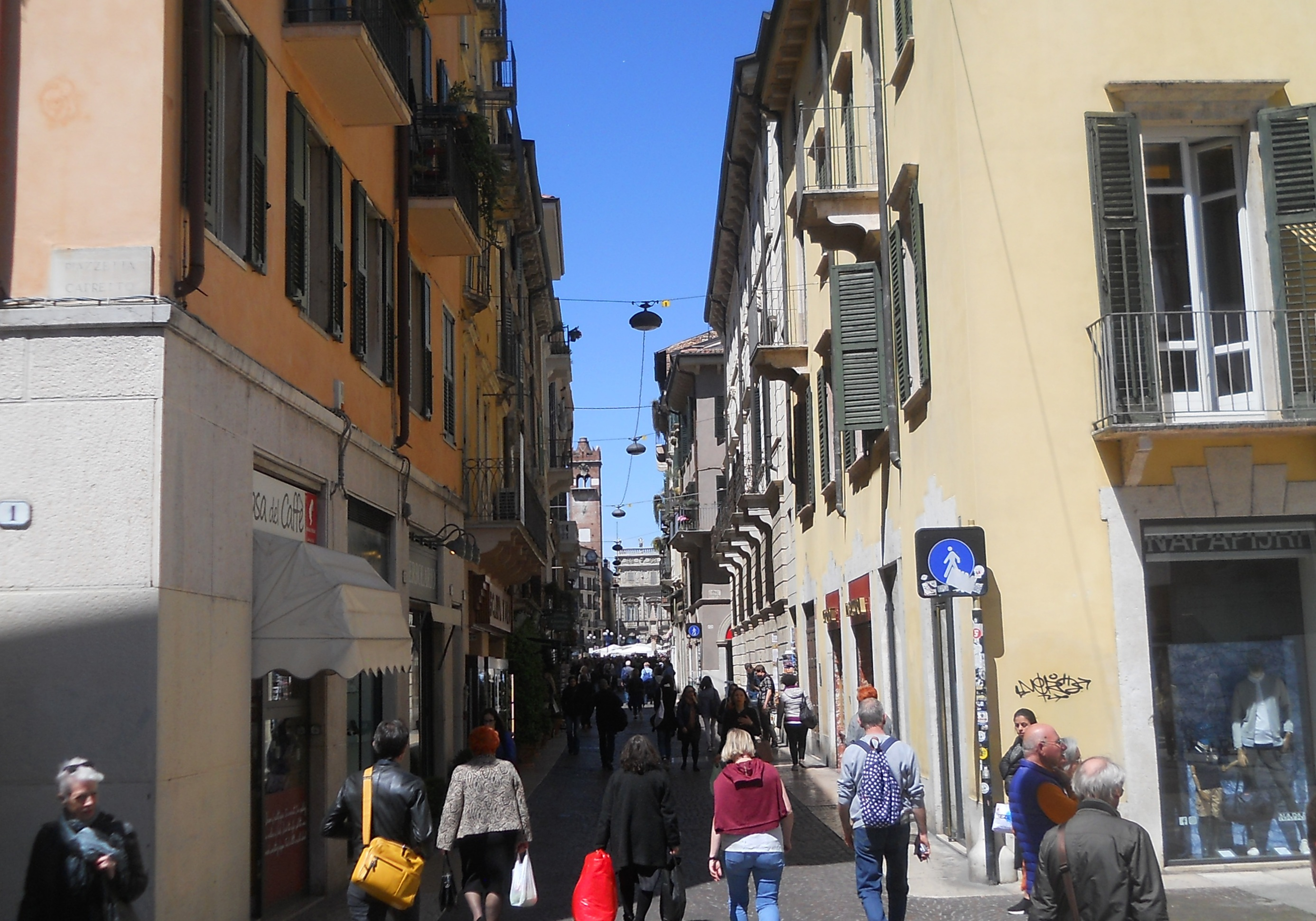
Il tratto centrale di via Cappello, in direzione della piazza delle Erbe.

La strada inizia da piazza Erbe e termina in corrispondenza dell'intersezione con vicolo Amanti, in prossimità di porta Leoni, da cui poi prosegue l'omonima via Leoni. In quest'ultimo tratto di strada, la seconda guerra mondiale ha portato ad un sconvolgimento della morfologia di questa porzione di città: gli ordigni lanciati dagli alleati durante i bombardamenti aerei hanno infatti provocato la distruzione della barocca chiesa di San Sebastiano, di cui sopravvive solo il campanile e al posto della quale è stata realizzata la biblioteca civica, inaugurata il 2 giugno 1980 e realizzata su progetto di Pier Luigi Nervi, mentre di fronte è andato completamente perduto palazzo Bertani, edificio del XV secolo che rappresentava uno dei più importanti esempi di gotico fiorito in città.
Da qui, addentrandosi verso il cuore della città, via Cappello tende a restringersi repentinamente e ad assumere il tipico aspetto di molte vie centrali veronesi. In questo secondo tratto della strada si trovano alcuni edifici interessanti dal punto di vista storico e artistico: il primo si trova al civico 35 e si tratta di palazzo Gemma, monumentale esempio di architettura settecentesca classicheggiante, al cui interno nasconde un elegante cortile dotato di puteale marmoreo; quasi di fronte, al civico 12, si trova l'edificio più interessante, palazzo Negri, realizzato all'inizio dell'Ottocento e caratterizzato da una dimensione notevole e per questo motivo difficilmente osservabile dalla stretta via Cappello, dotato all'interno di un grande e sontuoso atrio, con un grande scalone marmoreo che conduce al piano nobile; quindi la famosa casa di Giulietta, che si distingue dagli altri palazzi prospicienti la strada per il paramento in mattoni di laterizio a vista, con un aspetto tipicamente medievale e ingentilito solamente da una finestra rinascimentale; infine, ormai già in piazza Erbe, si trova al civico 3 la casa-torre detta dei Scalabrini, recante in alto un orologio e coronata da una merlatura ghibellina.